# Antimilême
Antimilême, naziv jednog indijanskog plemena koje je živjelo na području brazilske države Pará. Jezično su možda pripadali porodici karib.